# Isao Takahata
Isao Takahata (japonès: 高畑勲)  (Ise, 29 d'octubre de 1935 - Tòquio, 5 d'abril de 2018) va ser un director, productor i guionista de films d'animació (anime) japonès.
Juntament amb Hayao Miyazaki, cofundador de l'estudi Ghibli, inicià la seva carrera en els estudis de la Toei Animation, on va dirigir la seva primera pel·lícula, Horus, el príncep del sol (Taiyou no Ouji Horusu no Daibouken, 1968), i va continuar treballant amb Miyazaki i a Nippon Animation va dirigir en 1974 Heidi, una adaptació del popular llibre infantil Heidi de Johanna Spyri, Marco (1976), i Akage no Anne (1979). A causa dels problemes econòmics dels estudis, ell i Miyazaki es van independitzar i varen fundar Ghibli l'any 1985, en el qual Takahata hi ha dirigit quatre pel·lícules: La Tomba de les Lluernes, (Hotaru no haka, 1988, considerada per molts una de les obres mestres del cinema animat japonés), Omohide Poroporo (1991), Pompoko (Heisei Tanuki Gassen Ponpoko, 1994) i Els meus veïns els Yamada (Houhokekyo Tonari no Yamada-kun, 1998).